# Digitaria jubata
Digitaria jubata là một loài thực vật có hoa trong họ Hòa thảo. Loài này được (Griseb.) Henrard mô tả khoa học đầu tiên năm 1934.